# 크리스토퍼 톰슨

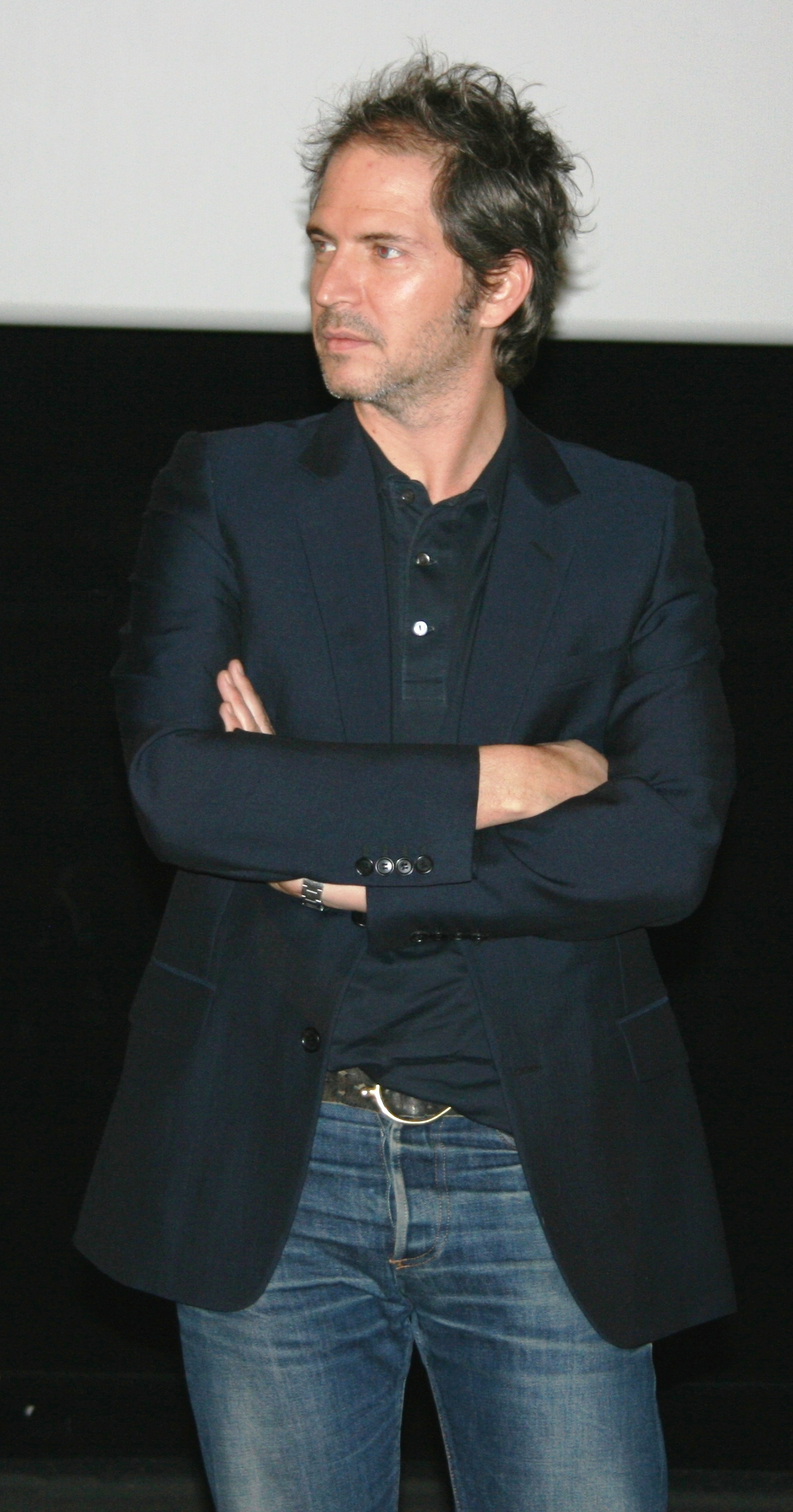

크리스토프르 톰손(Christopher Thompson, 1966년 8월 13일 ~ )은 프랑스의 배우, 각본가, 영화 감독, 연극 배우, 텔레비전 배우이다.
뉴욕에서 프랑스인 어머니에게서 태어났다.

## 영화
- 포옹하는 사람들 (2013년)
- 버스 팔라디움 (2010년)
- 디다인 (2008년)
- 가족의 영웅 (2006년)
- 파리의 연인들 (2006년) - 프레데딕 역
- 너만을 기다리며 (2004년)
- 아라크니아 (2003년)
- 프렌치 키스 2 (2002년)
- 레미제라블 (2000년)
- 체스왕 루진 (2000년)
- 크리스마스 트리 (1999년)
- 몬테 크리스토 백작 (1998년)
- 위험한 비상구 (1997년)
- 사일러스 마너 (1996년)
- 대통령의 연인들 (1995년)
- 토탈 이클립스 (1995년)
- 제1연옥 (1991년)
- 모두 잘 지내고 있다오 (1990년)
- 프랑스 대혁명 (1989년)
- 위기의 암호명 (1986년)